# Данута Кейстутовна
Дану́та (в крещении — А́нна; около 1358 — 25 мая 1448) — литовская княжна, дочь князя Кейстута, жена мазовецкого князя Януша. О её жизни известно крайне мало.

## Биография
Исторические источники не содержат упоминания о том, когда родилась Данута и когда она была выдана замуж за Януша Мазовецкого. Согласно польскому хронисту Яну из Чарнкова, в 1382 году брак уже состоялся. Теодор Нарбут, а за ним и Юзеф Вольф датировали это событие 1380 годом, причём первый считал, что брак был бездетным. Эта дата встречается и в позднейшей историографии, например, её принял Феликс Конечный. Во время переговоров с Тевтонским орденом в 1379 году Кейстут называл комтура Остероде Гюнтера Гоенштайна крёстным отцом Дануты. Это означает, что к тому времени она уже была крещена и вышла замуж.
Оскар Бальцер подошёл к проблеме датировки замужества более критично, определив, что оно было заключено не позже 27 сентября 1376 года, так как этим днём датирован документ о постройке бани в Варшаве, в регесте которого упоминается жена Януша. На основании гипотезы, согласно которой дочь Януша и Дануты была выдана замуж за молдавского господаря Петра, а также папской буллы, Ян Тенговский датировал замужество 1373 годом. Януш Грабовский датировал это событие периодом между 23 ноября 1371 года и 1373 годом. Таким образом, учитывая дату замужества, предполагается, что Данута родилась около 1358 года.
В 1382 году, во время гражданской войны в Великом княжестве Литовском, Витовту удалось бежать из заточения в Кревском замке. После побега он попросил укрытия и помощи в войне с Ягайло у своей сестры Дануты и её мужа. Не получив помощи, Витовт был вынужден обратиться к Тевтонскому ордену.
В 1440 году, после убийства брата Дануты великого князя литовского Сигизмунда, в землях Дануты, вероятно, нашёл убежище сын покойного Михайлушка. В то время Данута была вдовой, Януш умер в 1429 году. Считается, что Данута умерла 25 мая 1448 года. Похоронена в Варке. Имела трёх или четырёх детей:
- Неизвестная по имени дочь (возможно, Ольга; между 1373 и 1376 — после 1401) — в 1388 году вышла замуж за молдавского господаря Петра I Мушата. После его смерти жена Вильчена (?);
- Януш (до 1383—1422);
- Болеслав (до 1386 — между 1420 и 1425);
- Конрад (до 1400 — до 1429).

## Образ в кино
- «Крестоносцы» / «Krzyzacy» (Польша; 1960) режиссёр Александр Форд, в роли княгини Анны Дануты — Люцина Винницка.